# 大気循環
大気循環（たいきじゅんかん、英語：atmospheric circulation）とは、地球の大気の大規模な循環のことである。太陽から地球への熱の供給が原因となって発生する現象。「大気大循環」また地球表面を南北方向に割った断面（子午面）の循環であることから「平均子午面循環」「子午面循環」とも呼ばれる。
大気循環は、海洋における風成循環および熱塩循環と並ぶ、地球上の大循環の1つである。
一見、大気の流れは絶えず移り変わっているように見えるが、地球規模で数週間から数か月の長いスパンで見ると大気の流れは基本的には一貫しており、大規模な循環の構造を成している。

## 大気循環のメカニズムとその解明の歴史

### 地球の熱輸送を担う大気循環
気象現象の原動力となるのは太陽から地球への熱供給、つまり太陽からの光（太陽放射）である。太陽放射を受ける量は平均すると赤道付近で最も多く、緯度が高い北極や南極に近づくほど少なくなる。一方、地球から出ていく熱（地球放射）の緯度による差は同じような変化をするものの、太陽放射に比べて変化が小さい。よって、約40°より低緯度では出ていく熱より入ってくる熱の方が多く、高緯度では逆に出ていく熱の方が多い。これを聞くと低緯度は温度が上がり続けて高緯度は温度が下がり続けるように思えるが、実際はそうはならない。熱が低緯度から高緯度へ輸送されているからである。
緯度方向、つまり南北方向の熱輸送を担う機構は大きく分けて3ある。海流による輸送、大気の流れによる輸送、潜熱（状態変化に伴い熱を吸収放出し、大気とともに水蒸気や雲として）輸送の3つである。全体でみると、海流よりも大気と潜熱による輸送の方が量は多い。

### ハドレーの大気循環モデル
18世紀にイギリスの気象学者ジョージ・ハドレーは、当時知られていた貿易風と偏西風を説明する理論的な大気循環モデルを提案した。低緯度で暖まった大気が上昇して高緯度に向かい冷やされて下降することで、大気上層では低緯度から高緯度へ、地表付近を含む大気下層ではこれを補うために高緯度から低緯度へ大気が移動する。そして地球の自転により高緯度から低緯度へ向かう下層の風は西向き（東風）に、低緯度から高緯度へ向かう上層の風は東向き（西風）に曲がるが、運動量保存の法則から風はだんだんと加速されるため、高緯度では下層でも西風が卓越する。また低緯度の下層の実際の東風は運動量保存を考えた時よりも遅いが、これは摩擦による減速の為だと考えた。ここでハドレーが考えた運動量保存は正しくなく、実際には角運動量が保存される（角運動量保存の法則）のだが、モデル自体は一部正しかった。

### 現在の大気循環モデル
実際の大気では、ハドレーのモデルと異なり、極付近の風は西向きの風（東風）、中緯度の風は低緯度から高緯度へ向かう東向きの風（西風）である。また循環構造も、単純に赤道と極の間で循環しているのではなく、3つの大きなセルからなっていることが、後の研究で分かった。

## 南北の循環

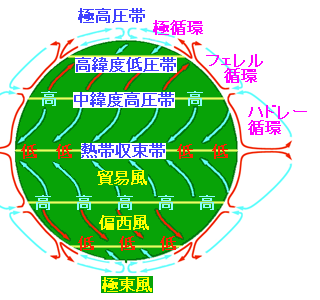
3つ（南北含めると6つ）のセルからなる大気循環の模式図

大気循環の立体的な図解

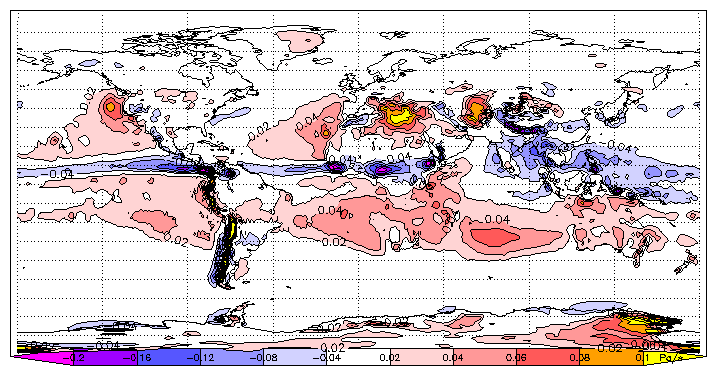
500hPa鉛直流の年平均分布（1979-2001年）。青・紫色系は上昇気流（低圧帯）、赤・黄色系は下降気流（高圧帯）。

### ハドレー循環
18世紀にイギリスの気象学者ジョージ・ハドレーがその理論を提唱したことからこの名が付いた。太陽熱で暖められた空気は上昇するのだが、赤道付近には地球上で最も多くの太陽熱が供給されるため、「熱帯収束帯」または「赤道低圧帯」と呼ばれる恒常的な低気圧帯が発生する。熱帯収束帯では巨大な積乱雲の群れが収束線に沿って連なっており、気象衛星画像などでその姿を見る事が出来る。
熱帯収束帯で上昇した空気は圏界面（対流圏界面）に達したあと水平に広がり、中緯度地域の上空へ流れ込む。ここで次第に冷やされた空気は下降し、中緯度（北緯・南緯30度付近）で「亜熱帯高圧帯」または「中緯度高圧帯」と呼ばれる高気圧帯となる。亜熱帯高圧帯から吹き出す風は貿易風として熱帯収束帯に向かって吹き込む。こうして、上空では赤道から中緯度へ、地上付近では中緯度から赤道へ向かう、1つの閉じた循環ができる。これを「ハドレー循環」という。
地球表面を長い距離移動する風は自転の影響（コリオリの力）を受けて、高緯度から低緯度へ向かう風は西向きに曲げられるため、貿易風は北半球では北東貿易風、南半球では南東貿易風となる。
ただし、地軸（赤道傾斜角）の傾きにより季節によって太陽が天頂へ来る地域（太陽熱を多く受ける地域）は変わるため、熱帯収束帯は季節によって南北へ移動する。このことから、厳密には熱帯収束帯が位置するのは「赤道」ではなく「熱赤道」となる。
ハドレー循環は、熱帯収束帯で上昇した空気が中緯度高圧帯へ移動する事で熱をより高い緯度へ運ぶため、「直接循環」と呼ばれている。

### フェレル循環
19世紀にアメリカの気象学者ウィリアム・フェレルによって理論付けられたため、この名が付いた。ハドレー循環で生じる中緯度の亜熱帯高気圧は赤道だけではなく高緯度にも風を吹き出していて、高緯度（北緯・南緯60度付近）の「亜寒帯低圧帯」または「高緯度低圧帯」と呼ばれる低気圧帯に向かって偏西風として吹きこみ、そこで上昇し、上空で再び中緯度まで戻ってくる。こうして、上空では高緯度から中緯度へ、地上付近では中緯度から高緯度へ向かう、1つの閉じた循環ができる。これを「フェレル循環」という。
フェレル循環は、熱力学的に見るとハドレー循環と極循環の2つの大循環によって引き起こされる2次的な循環で、「間接循環」と呼ばれることがある。また、北緯・南緯30 - 60度付近の中高緯度では移動性高気圧と温帯低気圧が交互に並んで東へ流れていくのが普通であり、熱帯収束帯が恒常的に存在しているのに対して、「亜寒帯低圧帯」は天気図上で認められないことも多く、数週間以上から1年にわたる長い期間の気圧配置を平均して初めて出現する「見掛け上の」低圧帯である。
間接循環であるフェレル循環は、偏西風そのものが熱を運ぶのではなく、「偏西風波動」（主に傾圧不安定波やプラネタリー波から構成されている）と呼ばれる偏西風帯の南北への蛇行によって熱を運ぶ。
中緯度の場合、南北方向の循環によって熱が運ばれるのではなく、大気が水平面上で波を打って流れることによって熱を輸送している。つまり、低緯度の暖かい空気が高緯度に流れ込んだり、高緯度の冷たい空気が低緯度に流れ込むことによって、低緯度側から高緯度側に熱を運んでいる。このような波動が卓越する循環を「ロスビー循環」と言う。
なお、偏西風は上空でも吹いており、北緯・南緯30度付近（フェレル循環との境界）で最も強く、北緯・南緯60度付近（極循環との境界）付近でも強い。これらをジェット気流といい、細かくは前者を亜熱帯ジェット気流、後者を寒帯前線ジェット気流という。

### 極循環
極地域の寒冷な空気は下降し「極高圧帯」と呼ばれる高気圧帯になっている。ここから吹き出す風は極東風として高緯度低圧帯へ吹きこむ。一方上空ではこれを補うため高緯度から極地域に風が吹く。これが「極循環」である。極循環は他の2つの循環よりも弱い。

### 中層大気の循環
ハドレー循環、フェレル循環、極循環は対流圏内の循環である。これより上空の中層大気（成層圏と中間圏）では、主に成層圏内で低緯度から中緯度への風、成層圏と中間圏にまたがる規模で夏極から冬極への風の2つの風系がある。これを「ブリューワー・ドブソン循環」といい、オゾン層を構成する成層圏オゾンの生成に深く関連している。

## 東西の循環

### 海陸風
陸の比熱容量は海より少ないため温まりやすいことから、地上では日中は海から陸へ、夜は陸から海へ、上空ではこれらと逆の向きに風が吹く。この風を海陸風と呼ぶ。同じように、季節の変化においても似た現象が起こり、これを季節風という。季節風は大陸規模であり、地上では夏は海洋から大陸へ、冬は大陸から海洋へ風が吹く。

### ウォーカー循環
太平洋と周辺の大陸の間では、海陸分布により「ウォーカー循環」と呼ばれる東西の循環が存在する。
赤道付近の太平洋で暖められた大気は西太平洋で上昇し、東と西に分かれて循環している。東に向かった大気は東太平洋で下降し、西へ向かった大気はインド洋や大西洋で下降する。この循環によって、西太平洋と東太平洋の間で大きな海水温の差ができ、冷たい東太平洋から暖かい西太平洋への海水の流れが生じる。
ウォーカー循環は、20世紀前半にインドの天文台の所長を務めたイギリス人気象学者ギルバート・ウォーカーにちなんで名づけられた。ウォーカーは季節風の特性からその変化を調べたものの、最終的には失敗に終わった。しかしこの研究が、後に「南方振動」と呼ばれる太平洋・インド洋間の気圧変化の関係性の発見につながることとなった。
海水温がいつもどおりであればウォーカー循環は「正常」に働くが、海水温が変化するとウォーカー循環にも異常が現れる。何らかの原因で西太平洋での大気の上昇が弱まると、貿易風が弱まって東太平洋の海水温が上昇し、ウォーカー循環が崩れる。海洋と大気の両方で異常が生じるので、これらを総称して「エルニーニョ・南方振動」(ENSO)と呼ぶ。

## 大気循環の模式図
| 該当する高気圧・低気圧（固有名）                   | 気圧帯       | 循環系・風帯          |
|                                                    | 極高圧帯     |                       |
| 極循環 - 極東風                                    |              |                       |
| アリューシャン・アイスランド                       | 亜寒帯低圧帯 |                       |
| アリューシャン・アイスランド                       | 亜寒帯低圧帯 | フェレル循環 - 偏西風 |
| 北太平洋・シベリア・チベット・アゾレス・北アメリカ | 亜熱帯高圧帯 |                       |
| 北太平洋・シベリア・チベット・アゾレス・北アメリカ | 亜熱帯高圧帯 | ハドレー循環 - 貿易風 |
| （熱帯低気圧）                                     | 熱帯収束帯   |                       |
| （熱帯低気圧）                                     | 熱帯収束帯   | ハドレー循環 - 貿易風 |
| オーストラリア・マスカリン・セントヘレナ           | 亜熱帯高圧帯 |                       |
| オーストラリア・マスカリン・セントヘレナ           | 亜熱帯高圧帯 | フェレル循環 - 偏西風 |
|                                                    | 亜寒帯低圧帯 |                       |
| 極循環 - 極東風                                    |              |                       |
| 南極                                               | 極高圧帯     |                       |
| 南極                                               | 極高圧帯     |                       |

- 赤道低圧帯の「熱帯低気圧」は低気圧の種類名。亜寒帯低圧帯でこれに対応する低気圧の種類は主に温帯低気圧、寒冷低気圧、極低気圧。